# Anaxarkhosz
Anaxarkhosz (i. e. 4. század) görög filozófus.
Abdérából származott, Démokritosz tanítványa volt. Elkísérte Nagy Sándort annak hadjárataiban, s hathatósan vígasztalta őt Klitosz megölése után. Kegyetlen halált halt, megsértette Timokreón ciprusi türannoszt, aki egy mozsárban összezúzatta. Plutarkhosz Nagy Sándor-életrajza többször is említi.